# Sonate pour flûte, hautbois, clarinette et piano de Milhaud
La Sonate pour flûte, hautbois, clarinette et piano op. 47 est une œuvre de musique de chambre de Darius Milhaud composée en 1918.

## Présentation
Darius Milhaud a composé cette sonate qui constitue une des œuvres les plus importantes de musique de chambre parmi la dizaine réalisées de la première partie de sa première période (1914-1919). La partition est écrite en 1918, en même temps que le ballet L'Homme et son désir, à Terezópolis et Rio de Janeiro, au Brésil,.
La Sonate pour flûte, hautbois, clarinette et piano, dédiée à la pianiste brésilienne Nininha Velloso-Guerra, est créée le 12 février 1921 à l'exposition d'art français de Wiesbaden, par des membres de la Société moderne d'instruments à vent, Louis Fleury à la flûte, Louis Gaudard au hautbois et Henri Delacroix à la clarinette, avec Darius Milhaud au piano.
La pièce est publiée aux éditions Durand, en 1923.

## Structure
La Sonate pour flûte, hautbois, clarinette et piano, d'une durée moyenne d'exécution de dix-huit minutes environ, est en quatre mouvements :
1. Tranquille, au « beau lyrisme pastoral, [dans lequel] les vents tracent des lignes indépendantes sur la basse du piano, tandis qu'une animation polyrythmique se manifeste au centre de la pièce[3] » ;
2. Joyeux, où « une flûte volubile […] conduit d'abord […] avant de s'assagir et de chanter avec une grande pureté, au-dessus des autres instruments[3] » ;
3. Emporté, mouvement « âpre et véhément [… qui] introduit un contraste saisissant : ce sont des explosions, des fusées des vents en une montée irrésistible, sur de compactes harmonies[3] » ;
4. Douloureux, « sans doute le mouvement formellement le plus réussi et le plus chargé d'émotion[3] » pour le musicologue François-René Tranchefort, final qui est selon Paul Collaer « comme une marche funèbre où, sur les accords du piano, la clarinette expose un thème expressif qui sera suivi d'un deuxième, longuement chanté par le hautbois, tandis qu'explosent encore parfois des mouvements de révolte aux autres instruments, jusqu'à la conclusion, sobre et sévère[3] ».

## Analyse
Cette sonate est d'écriture polytonale et de caractère dramatique. Pour François-René Tranchefort, elle se caractérise « par la diversité et la forte expressivité de ses climats ».
Darius Milhaud transpose, dans sa Sonate pour flûte, hautbois, clarinette et piano, sa vision du chaos en employant la polytonalité et la polyrythmie, synthèse d'émotions et de sensations en écho à la situation de guerre en France et aux sons de la forêt amazonienne.
Milhaud a donné une explication précise de cet effet de chaos dans une analyse de la forêt amazonienne : 

« Immédiatement après le coucher du soleil, comme mû par un invisible déclic, des grillons de toute espèce, des crapauds tonneliers imitant le bruit du marteau frappant violemment sur une planche, des oiseaux aux cris mats, secs, saccadés, animaient la forêt de bruits variés dont l'intensité atteignait 
rapidement son paroxysme. »

— Darius Milhaud.
Dans le premier mouvement de la Sonate, on retrouve une polytonalité complexe et une texture rythmique assez élaborée témoignant d'une influence brésilienne (contretemps, syncope subtile). Ce premier mouvement marqué « tranquille » ( =  50) expose la flûte et la clarinette s'échangeant des contretemps de triolets de doubles croches et accompagnant le thème au hautbois, déphasé par le triolet de croche et discrètement syncopé entre les deuxième et troisième temps. À cette texture rythmique complexe se joint la partie de piano qui maintient une pulsation obstinée qui épaissit le tissu sonore par un rythme régulier à la main droite.
On retrouve dans le troisième mouvement le « bruit du marteau », les cris des oiseaux et l'intensité de ces bruits « atteignant rapidement son paroxysme », sur des conflits de demi-tons entre la flûte et la clarinette, et de motifs descendant et pentatoniques au piano jusqu'au climax fortissimo.
Pour Colin Mason et Edwin Evans, la Sonate pour flûte, hautbois, clarinette et piano est « l'une des œuvres les plus personnelles de Milhaud, dominée par cette puissance impulsive qui est l'une de ses plus fortes caractéristiques et qu'on attribue souvent à ses origines juives. La nature passionnée du contenu est plus importante que les procédés polytonaux qu'il emploie pour l'exprimer ».

## Enregistrements
- Musique de chambre française, Camille Saint-Saëns, Albert Roussel, Jean Françaix, Francis Poulenc, Darius Milhaud, avec Catherine Cantin (flûte), Maurice Bourgue (hautbois), Michel Portal (clarinette), Pascal Rogé (piano), (Decca Music Group Limited, 1991)
- Darius Milhaud, Une vie heureuse, avec Emmanuel Pahud (flûte), François Meyer (hautbois), Paul Meyer (clarinette) et Éric Le Sage (piano), (Erato, 10 CD, mai 2014)
- Moderniste, Les Vents français, Emmanuel Pahud (flûte), François Leleux (hautbois), Paul Meyer (clarinette) et Éric Le Sage (piano), Warner Classics 0190295548704, 2019[7].